# RT Normae
RT Normae är en eruptiv variabel av RCB-typ (RCB) i stjärnbilden Vinkelhaken.
Stjärnan har magnitud +9,8 och når i förmörkelsefasen ner till +14,7. 